# Aert van der Neer

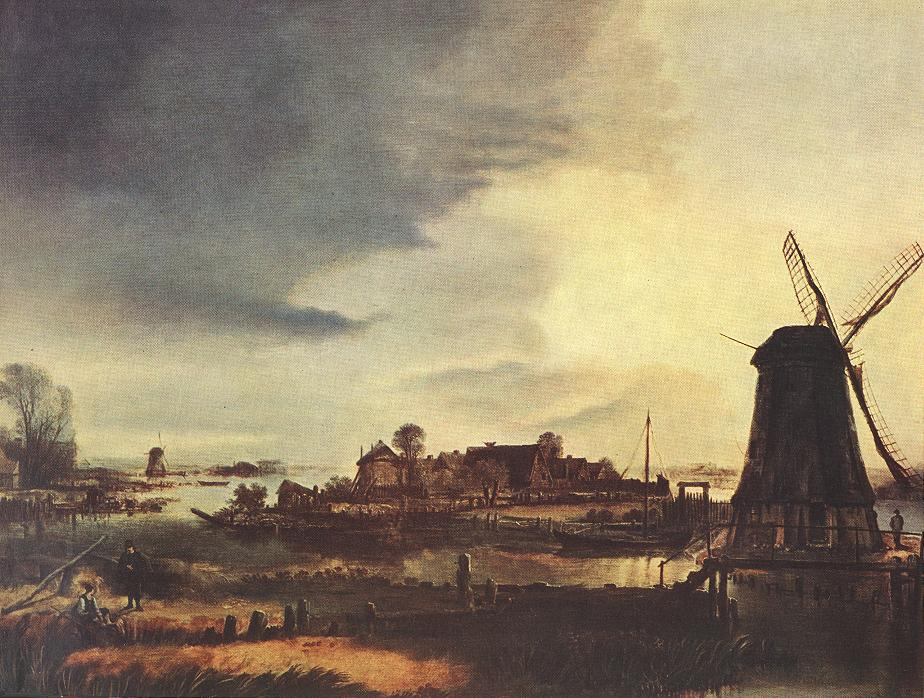
Landschap met molen (1647-49); olieverf op paneel; 69,5 x 92,5 cm. Hermitage, Sint-Petersburg

Aernout (Aert) van der Neer (Gorinchem, 1603 - Amsterdam, 9 november 1677) was een Nederlandse landschapsschilder.

## Leven
Over het leven van Van der Neer is weinig bekend. Hij werd geboren in Gorinchem, waar hij volgens kunstenaarsbiograaf Arnold Houbraken "majoor bij de heren van Arkel" zou zijn geweest. In Amsterdam kwam hij mogelijk in contact met de schilders Rafaël en Jochem Govertsz. Camphuysen (1601-1659), wier zuster Lysbeth Van der Neer in 1629 huwde. Rond 1635/6 werd zijn zoon Eglon geboren, die eveneens als zijn vader het schildersvak zou gaan beoefenen. De overige kinderen waren Grietje (1629), Cornelia (1642), Elisabeth (1645), Pieter (1648), en Alida (1650). Ook zijn kleinzoon, Aert van der Neer de Jongere werd net als zijn vader en zijn grootvader schilder.
De landschappen die Van der Neer schilderde, kon hij maar moeilijk aan de man brengen. De schilderijen werden op nauwelijks enige waarde geschat en brachten net genoeg op om in de primaire levensbehoeften te voorzien. Om extra inkomen te vergaren, was Van der Neer vanaf 1659 de waard van de De Graeff van Hollant, gelegen aan de Kalverstraat. Deze wijntapperij werd in 1662 wegens een faillissement gesloten. Van der Neer stierf in 1677 in armoede in zijn woning aan de Kerkstraat te Amsterdam. Uit zijn nalatenschap kon worden opgemaakt dat hij zich in de laatste jaren van zijn leven hernieuwd op het schilderen had gestort.

## Werken

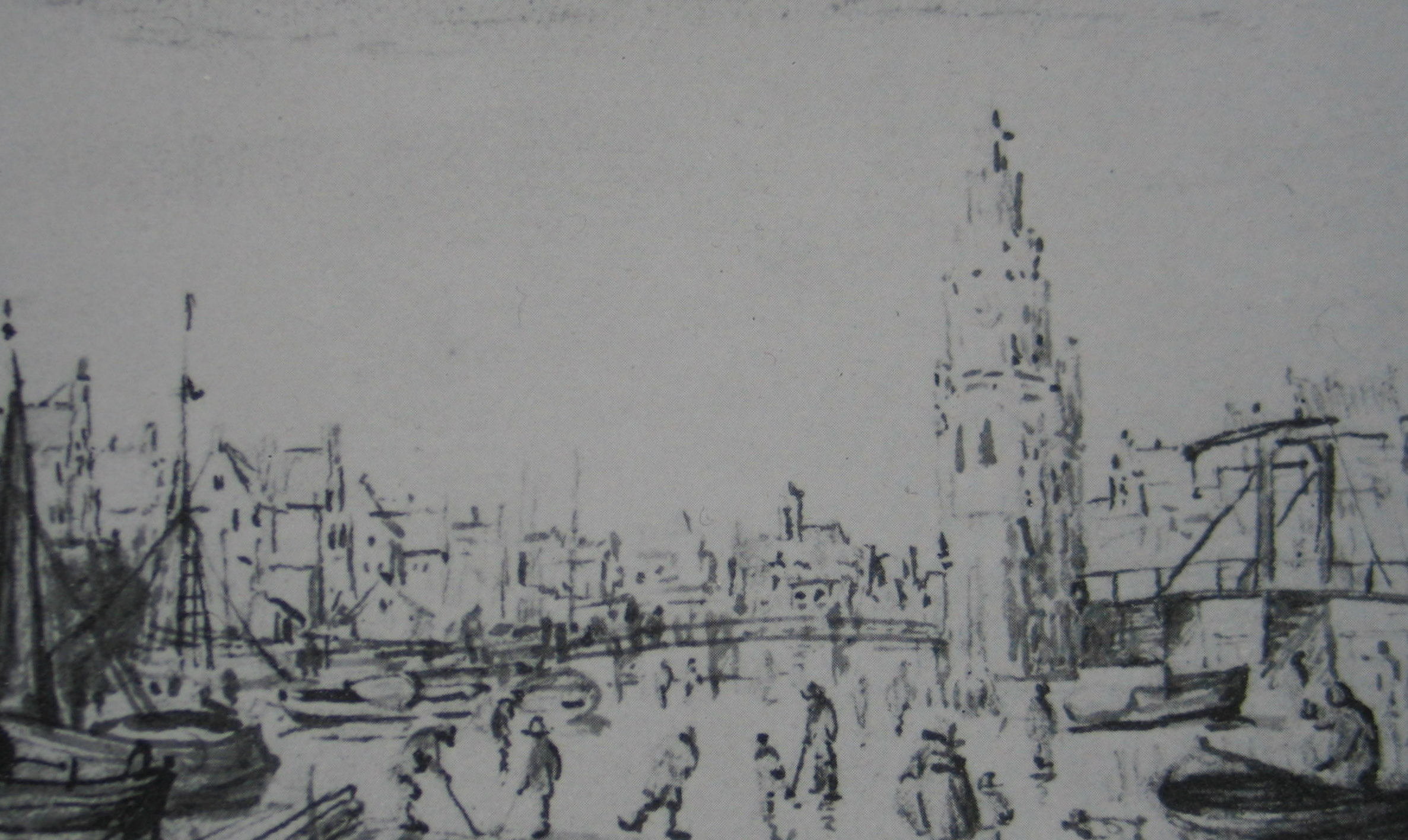
Uilenburg en de Oudeschans in de winter door Aert van der Neer

Het vroegst gedateerde schilderij van Van der Neer, Winterlandschap met huizen draagt het jaartal 1635. Deze datum is naar alle waarschijnlijkheid niet oorspronkelijk. Tot de vroegste werken, die Van der Neer met de inscriptie A.V.D.N. signeerde, behoren verder een winterlandschap in het Rijksmuseum in Amsterdam (1639) en een ander in de collectie Martin in Kiel (1642). Beide werken zijn immatuur en van slechte kwaliteit. Het winterlandschap (1643) in de collectie Lady Wantage) en Maanlicht (1644, d'Arenberg, Brussel) zijn van betere kwaliteit.
Van der Neer was in 1652 getuige van de brand in het stadhuis van Amsterdam. Deze gebeurtenis vereeuwigde hij in twee of drie werken die thans hangen in galerijen in Berlijn en Kopenhagen. Van der Neers werk laat zien dat hij niet alleen in Amsterdam bekend was, maar ook zijn wegen kende in de grachten en bossen in en rondom Haarlem en Leiden.

### Vriendschap met Albert Cuyp
Verder schilderde hij in de omgeving van de Maas en de Rijn. Geregeld is de stad Dordrecht te vinden in zijn werken en dit ondersteunt ander bewijs dat Van der Neer bevriend was met de Dordtenaar Albert Cuyp. Van der Neer en Cuyp waren beiden gezegend met een vergelijkbaar schildergevoel en voorliefde voor dezelfde objecten en zouden samen aan bepaalde werken hebben gewerkt, waarbij de schildertechniek van Cuyp meestal als superieur aan die van Van der Neer wordt beschouwd. Cuyp hielp van der Neers schilderijen te verlevendigen met figuren en dieren, maar zou op zijn beurt geen verwachtingen van Van der Neer hebben gehad. Uit deze werken blijkt Van der Neers aanwezigheid rondom Dordrecht, zoals een landschap met zonsondergang, thans in het Louvre, waarop Cuyp naar alle waarschijnlijkheid de voorgrond en koeien heeft geschilderd. Op een ander landschap van Van der Neer (National Gallery, Londen) heeft Cuyp zijn signatuur aangebracht op de emmer van een melkmeisje, wier figuur met rode rok hij schilderde aan de rand van het schilderij. Cuyp schilderde verder enkele vissers, een hond en een kruipende jager die enkele eenden wil verrassen, op een kapiteel van Van der Neer in het Städel Museum in Frankfurt.

### Landschappen

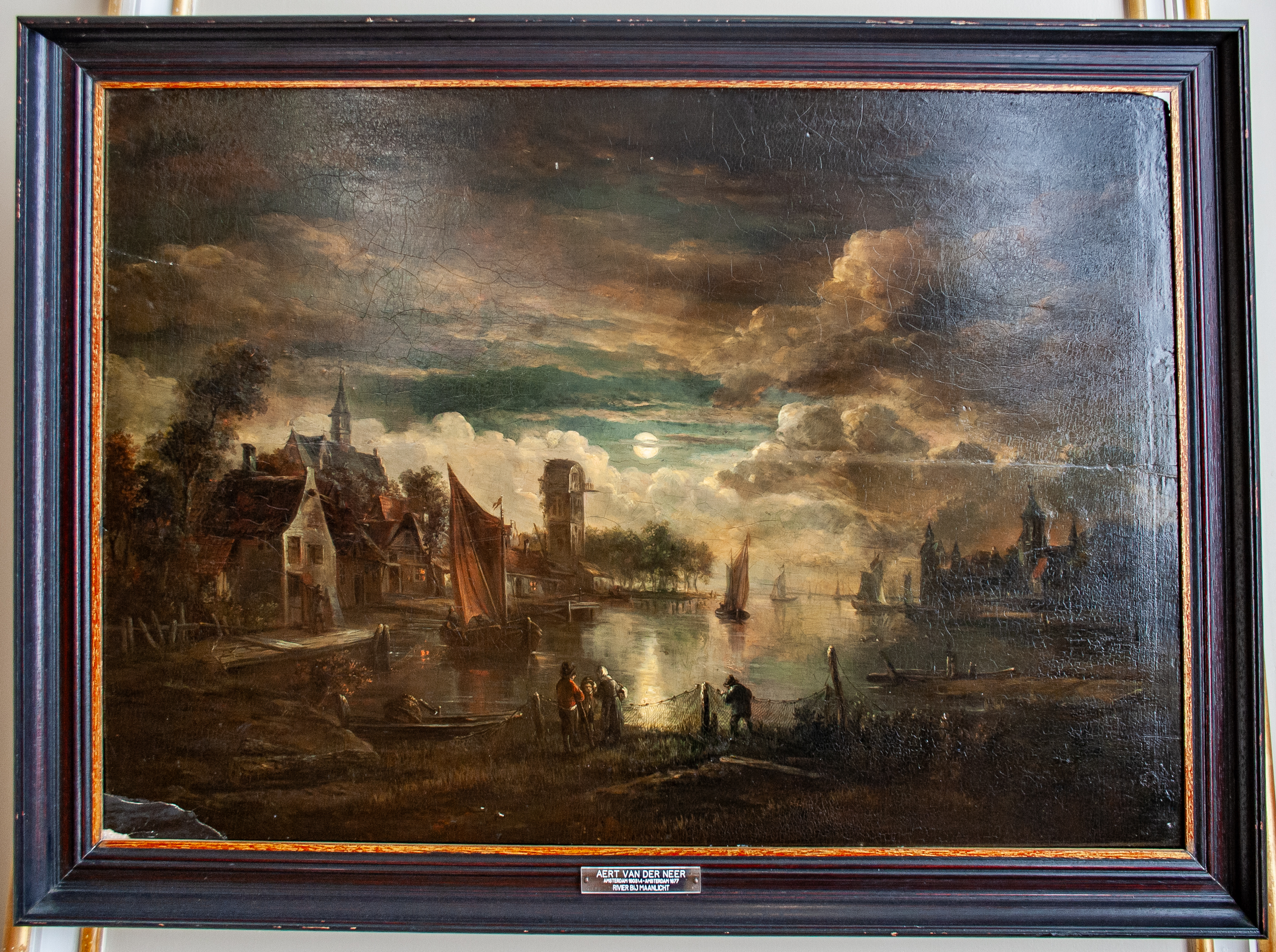
Rivier bij maanlicht (Broelmuseum)

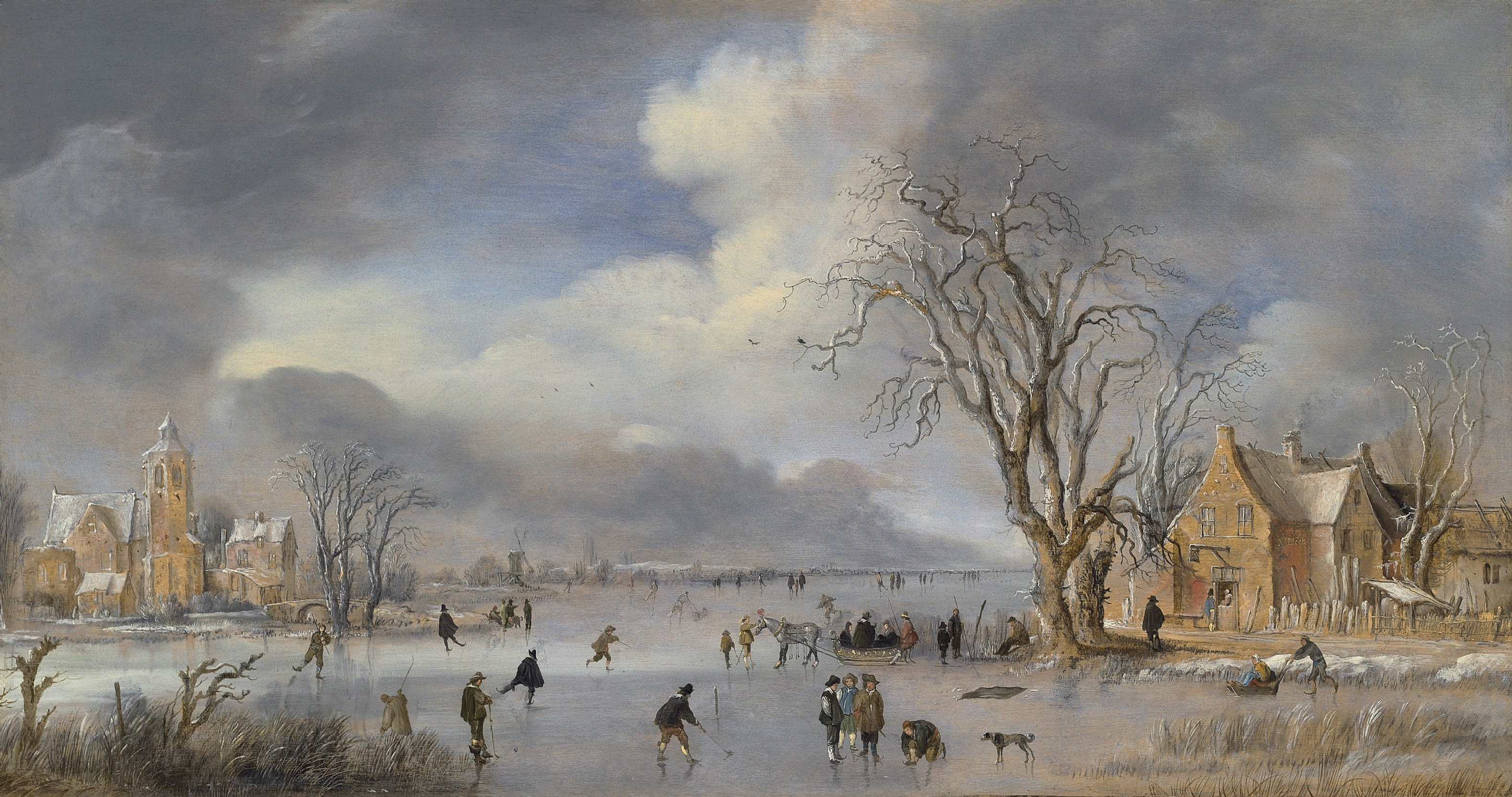
Winterlandschap met schaatsers en kolfspelers (ca. 1642)

Van der Neer had een voorliefde voor van gefantaseerde rivieren en waterlopen in het Nederlandse landschap bij schemering en maneschijn. Deze zijn daardoor zelden topografisch te lokaliseren. Verder bestaat een deel van zijn werk uit winterlandschappen en scènes op het bevroren water. Van der Neer was geïnteresseerd hoe silhouetten moesten worden weergegeven. Men denkt dat Van der Neer daarbij sterk beïnvloed is door de lichtschakeringen van de latere landschappen van Peter Paul Rubens. Verder nam Van der Neer waarschijnlijk een voorbeeld aan werken van Alexander Keirincx, Joost Cornelisz Droogsloot en Simon de Vlieger. Van der Neer heeft zelf mogelijk een belangrijke invloed gehad op het werk van Johan Barthold Jongkind.

### Overgebleven werken
Zijn werken zijn, ondanks de gebrekkige kennis over zijn leven, niet schaars. Ongeveer honderdvijftig werken zijn aan hem toegeschreven. Vanwege de mindere kwaliteit zijn ze minder kostbaar dan gelijksoortige werken van zijn leeftijdsgenoten Albert Cuyp en Meindert Hobbema. De Hermitage in Sint-Petersburg bezit een belangrijke collectie.

## Galerij van zijn werken

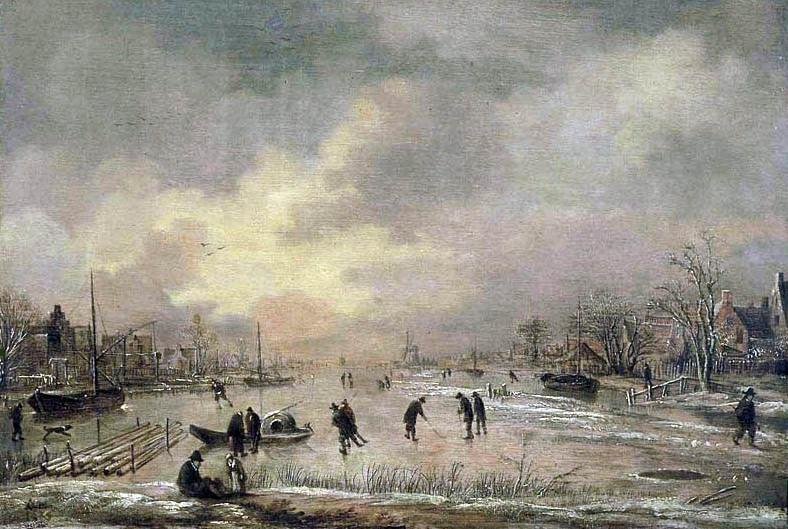
Winterlandschap met huizen (ca. 1645-50), Mauritshuis, Den Haag
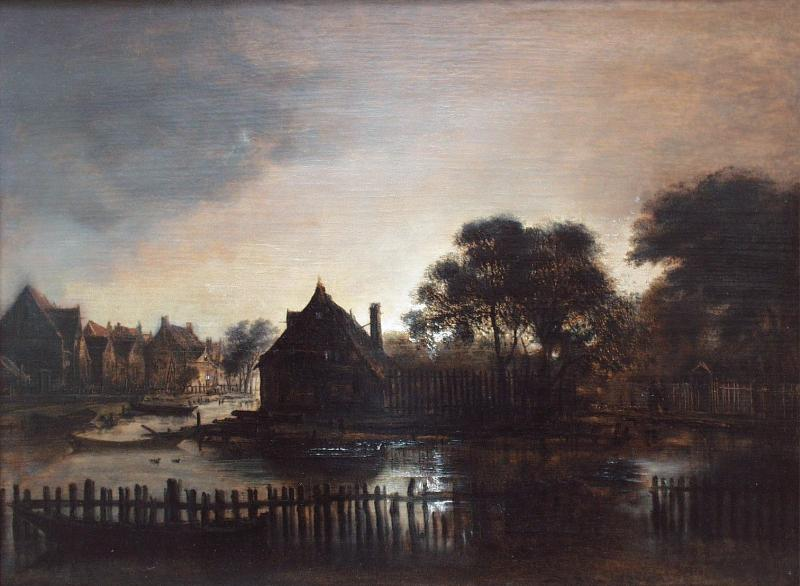
Landschap bij duister, Museum Bredius, Den Haag
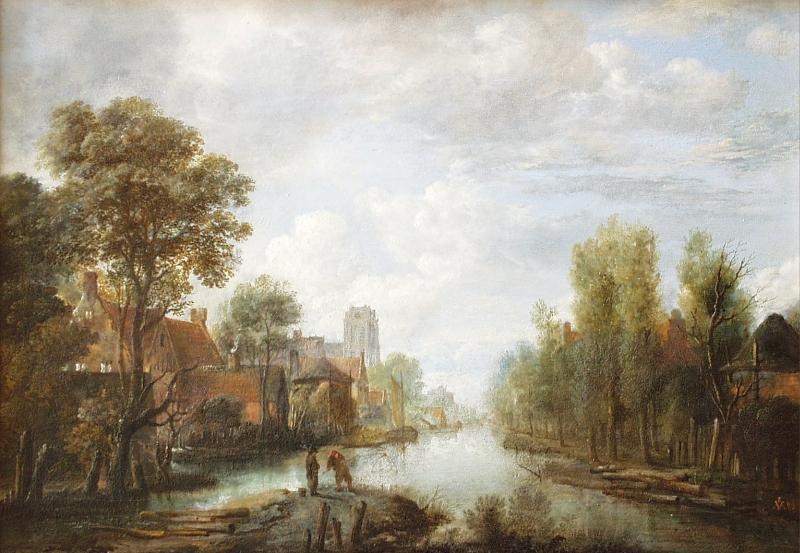
Landschap met vaart, met mogelijk de Rotterdamse Laurenskerk, Museum Bredius, Den Haag